# Naël Jaby
Naël Jaby (* 20. April 2001 in Clermont-Ferrand) ist ein französischer Fußballspieler.

## Karriere

### Verein
Jaby begann seine Karriere bei der US Vic-Le-Comte. Zur Saison 2009/10 wechselte er zur AS Montferrandaise. Zur Saison 2016/17 kam er in die Jugend von Clermont Foot. Im April 2018 spielte er erstmals für die Reserve von Clermont in der fünftklassigen National 2. In dieser kam er bis zum Ende der Saison 2017/18 drei Mal zum Einsatz. In der Saison 2018/19 absolvierte er zwölf Spiele in der fünften Liga.
Zur Saison 2019/20 rückte Jaby in den Profikader von Clermont, kam in jener Spielzeit aber zu keinem Einsatz in der Ligue 2. Für die Reserve spielte er 17 Mal in der National 2. Im September 2020 wurde er an den österreichischen Zweitligisten SC Austria Lustenau verliehen. Sein Debüt in der 2. Liga gab er im selben Monat, als er am dritten Spieltag der Saison 2020/21 gegen den FC Juniors OÖ in der 71. Minute für Daniel Steinwender eingewechselt wurde. Bis zum Ende der Leihe kam er zu 21 Zweitligaeinsätzen, in denen er ein Tor erzielte. Im August 2022 wurde er ein weiteres Mal für ein Jahr ausgeliehen – dieses Mal an die AS Yzeure.

### Nationalmannschaft
Jaby spielte zwischen April und Juni 2019 fünf Mal für die französische U-18-Auswahl. Im Februar 2020 kam er gegen Portugal erstmals in der U-19-Mannschaft zum Einsatz.